# Брејкденс (филм)
Брејкденс (енгл. Breakin') амерички је филм и мјузикл на тему брејкденса из 1984. године, режисера Џоела Силберга.

## Радња
Троје младих људи — белкиња џез плесачица Кели (коју глуми Лусинда Дики), млади Порториканац са надимком Озон (Шаба Ду) и млади црнац са надимком Турбо (Мајкл Чејмберс/Бугалу Шримп), формирају плесни трио који од уличне забаве и неке врсте уличног статусног симбола прераста у нешто далеко веће, у погледу каријере, али и у емотивном смислу између Кели и Озона. На тај начин премошћују се многе друштвене и мада ружно звучи, неизбежно је споменути и то — расне баријере, које реално постоје и у данашњој Америци. На имплицитан начин, филм показује и да се сиромашни млади људи далеко боље забављају и уједно боре за живот него богати, а све троје главних јунака су уочљиво сиромашни, од тога како се одевају, какав ауто вози најбогатија међу њима — Кели, какви су им изгледи за школовање и каријеру (па тако овај филм комотно може да буде сврстан у тематску целину Поетика сиромаштва). Не треба занемарити ни снагу музике која стоји у основи овог филма, то је хип хоп у почетној фази, али и те како снажан и експанзиван музички идиом који се до данас уселио у сваку локалну сцену света, а у овом филму је доживео прву озбиљну промоцију.

## Улоге
| Глумац              | Улога                          |
| ------------------- | ------------------------------ |
| Лусинда Дики        | Кели Бенет / Спешл Кеј         |
| Шаба Ду             | Орландо / Озон                 |
| Бугалу Шримп        | Тони / Турбо                   |
| Ајс Ти              | Реп Токер                      |
| Крис Тејлор         | Клуб Радиотрон Ди Џеј          |
| Бен Локи            | Франко                         |
| Кристофер Макдоналд | Џејмс Вилкокс                  |
| Финеас Њуборн III   | Адам                           |
| Видал Родригез      | Хот Тот                        |
| Бруно Фалкон        | Електро Рок 1                  |
| Тимоти Попин Пит    | Електро Рок 2                  |
| Ана Санчез          | Електро Рок 3                  |
| Кули Џаксон         | плесач                         |
| Петер Бромилов      | судија                         |
| Мишел Киси          | гледалац у позадини који плеше |
| Жан-Клод ван Дам    | гледалац у позадини који плеше |

## Музика на филму
| А1 | Ollie And Jerry          | Breakin'… There’s No Stoppin' Us |
| А2 | Bar-Kays                 | Freakshow On The Dance Floor     |
| А3 | Hot Streak               | Body Work                        |
| А4 | Carol Lynn Townes        | 99 1/2                           |
| А5 | Ollie And Jerry          | Showdown                         |
| Б1 | 3-V                      | Heart Of The Beat                |
| Б2 | Fire Fox                 | Street People                    |
| Б3 | Re-Flex (2)              | Cut-It                           |
| Б4 | Rufus & Chaka Khan       | Ain’t Nobody                     |
| Б5 | Chris «The Glove» Taylor | Reckless                         |

## Занимљивости
- Репер Ајс Ти је први пут наступио на неком филму у споредној улози Ди-џеја.[4]
- Жан-Клод ван Дам, који је касније постао познат, имао је мању улогу у филму као гледалац из позадине који плеше.[5]